# SStB Neustadt
Az SStB NEUSTADT egy tehervonati gőzmozdony volt a Südliche Staatsbahn-nál (SStB). A mozdonyt az 1851 évi Semmering-versenyre  építette a Bécsújhelyi Mozdonygyár (Günther). További három mozdony vett még részt  a Semmeringbahn versenyen, a BAVARIA, a SERAING  és a VINDOBONA.
Gyakran említik ezt a mozdonyt az irodalomban hibásan „WR. NEUSTADT“ néven. Azonban ilyen név a mozdonynevek listájában nincs.
A NEUSTADT négytengelyes gőzmozdony volt négy gőzhengerrel, melyből kettőt egy forgóvázra szereltek. Egyszerű, viszonylag hosszú kazánnal épült. A hengereket a kereten kívül helyezték el. A víz- és szénkészletet pedig a mozdonyban kapott helyet, így tulajdonképpen egy különálló szerkocsi nélküli szertartályos mozdonynak tekinthető.
A verseny során a teljesítménypróbán a mozdony túlteljesítette az előírt teljesítményt, de a BAVARIA mögött a második helyen végzett. Az állam a járművet 10000 (arany)dukátért megvásárolta.
A gőzkivétel a kazánból kifogástalan volt, de a forgóvázra szerelt hengerek és a rögzített kazán között csuklós gőzvezetékre volt szükség, amit nehéz volt rendben tartani. Ezen túlmenően a forgóváz kielégítően működött, úgy, hogy annak szabad mozgását az ívekben semmi nem gátolta.
A NEUSTADT mintájára épült meg az 1860-as évek végére a Meyer-rendszerű duplamozdony, sőt még a Mallet-rendszerű mozdonyok is visszavezethetőek a NEUSTADT-ra és a SERAING-re. Ezen túlmenően a NEUSTADT volt az első osztrák szertartályos mozdony.
Hiányosságai miatt a mozdonyt hamarosan leállították, majd végül selejtezték.

## Fordítás
- Ez a szócikk részben vagy egészben  a   SStB – Neustadt című német Wikipédia-szócikk fordításán alapul.  Az eredeti cikk szerkesztőit annak laptörténete sorolja fel. Ez a jelzés csupán a megfogalmazás eredetét és a szerzői jogokat jelzi, nem szolgál a cikkben szereplő információk forrásmegjelöléseként. - Az eredeti szócikk forrásai szintén ott találhatóak.